# Editorial Nueva Frontera
Nueva Frontera va ser una editorial espanyola dedicada al còmic, fundada pel italo-argentí Roberto Rocca en 1977.
Va obrir la porta al boom del còmic adult en Espanya amb la publicació quasi-simultània de les revistes Totem, Bumerang i Blue Jeans. Posteriorment continuaria amb el nom New Comic.

## Publicacions
| Títol            | Any  | Guionista | Dibuixants | Números | Mida    |
| ---------------- | ---- | --------- | ---------- | ------- | ------- |
| Antea            | 1977 | Diversos  | Diversos   |         | 17 x 12 |
| Totem            | 1977 | Diversos  | Diversos   | 73      | 27 x 21 |
| Blue Jeans       | 1977 | Diversos  | Diversos   | 28      | 27 x 21 |
| Odina            | 1977 | Diversos  | Diversos   |         | 17 x 12 |
| Totem (extra)    | 1977 | Diversos  | Diversos   | 21      | 27 x 21 |
| Biblioteca Totem | 1978 | Diversos  | Diversos   |         | Varios  |
| Bumerang         | 1978 | Diversos  | Diversos   | 21      | 27 x 21 |
| Super Totem      | 1979 | Diversos  | Diversos   | 25      | 29 x 23 |